# Waterkringloop

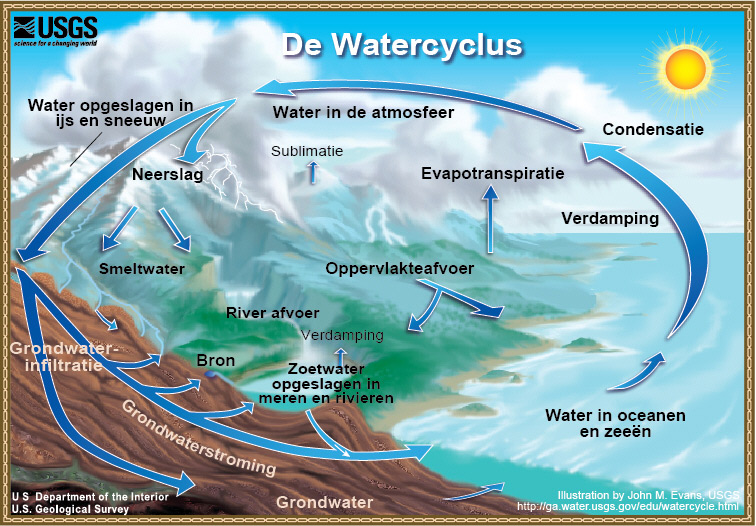
Diagram watercyclus

Evapotranspiratie als onderdeel van de waterkringloop

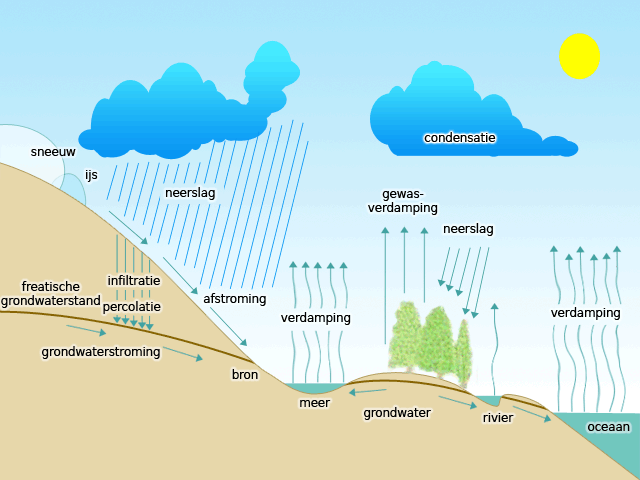
Waterkringloop, watercyclus of hydrologische cyclus

De waterkringloop, hydrologische cyclus of watercyclus is een biogeochemische kringloop binnen het systeem aarde, en beschrijft alle processen waarbij water door de hydrosfeer circuleert. Hierbij verdampt oppervlaktewater, zoals zeewater. In de aardatmosfeer condenseert waterdamp tot wolken, waaruit neerslag op het aardoppervlak valt. Daar komt de neerslag terecht in waterwegen, of zakt weg in de bodem als grondwater. Een groot deel verzamelt zich weer als oppervlaktewater.

## Kringloop
De verdamping en condensatie van water zijn belangrijk in de waterkringloop. Zeewater verdampt van nature. Dit proces wordt sterk versneld onder invloed van de zon. Een deel van de gasvormige waterdamp valt weer als vloeibare regen terug in zee. Een ander deel blijft in de atmosfeer aanwezig en wordt als gasvormige waterdamp, of als vloeibare condens in de vorm van wolken, verplaatst door luchtstromingen. 
Als de waterdamp boven land komt dan kan de luchtstroom botsen met een koudere luchtstroming of met heuvels/gebergte. Hierdoor zal de luchtstroming met de waterdamp opstijgen en daardoor afkoelen. Koude lucht kan minder waterdamp bevatten dan warme lucht, dus in de opstijgende lucht zal de waterdamp  condenseren tot waterdruppeltjes. Deze vallen dan onder invloed van de zwaartekracht naar beneden als neerslag.
Met deze neerslag kunnen drie dingen gebeuren:
- de neerslag wordt niet opgenomen door de bodem en loopt als oppervlaktewater, door rivieren en andere watergangen terug naar zee.
- de neerslag wordt opgenomen door de bodem (infiltratie) en komt via het grondwater uiteindelijk terug in zee.
- de neerslag verdampt, al dan niet na eerst door planten te zijn opgenomen, het proces van evapotranspiratie.

De kringloop is hiermee rond.

### Lange kringloop
De zogenaamde 'lange waterkringloop' bevat een extra lus, het water wordt vanuit het grondwater door planten en bomen opgenomen. Dit water verdampt grotendeels weer door de bladeren en komt zo als waterdamp in de lucht terecht. 
De mens gebruikt van oudsher grondwater als bron van drinkwater. Het water wordt hiervoor opgepompt uit de grond, of met een waterput beschikbaar gemaakt. Ook hierdoor wordt de waterkringloop verlengd.
Bij het terugstromen naar zee of afstroming, neemt het water mineralen en sedimenten mee. Hierdoor wordt de zee zouter - het zout blijft achter in zee als het water verdampt - en worden zand en steen bij de monding van rivieren afgezet. Zie ook het lemma erosie.

## Omvang van de waterkringloop

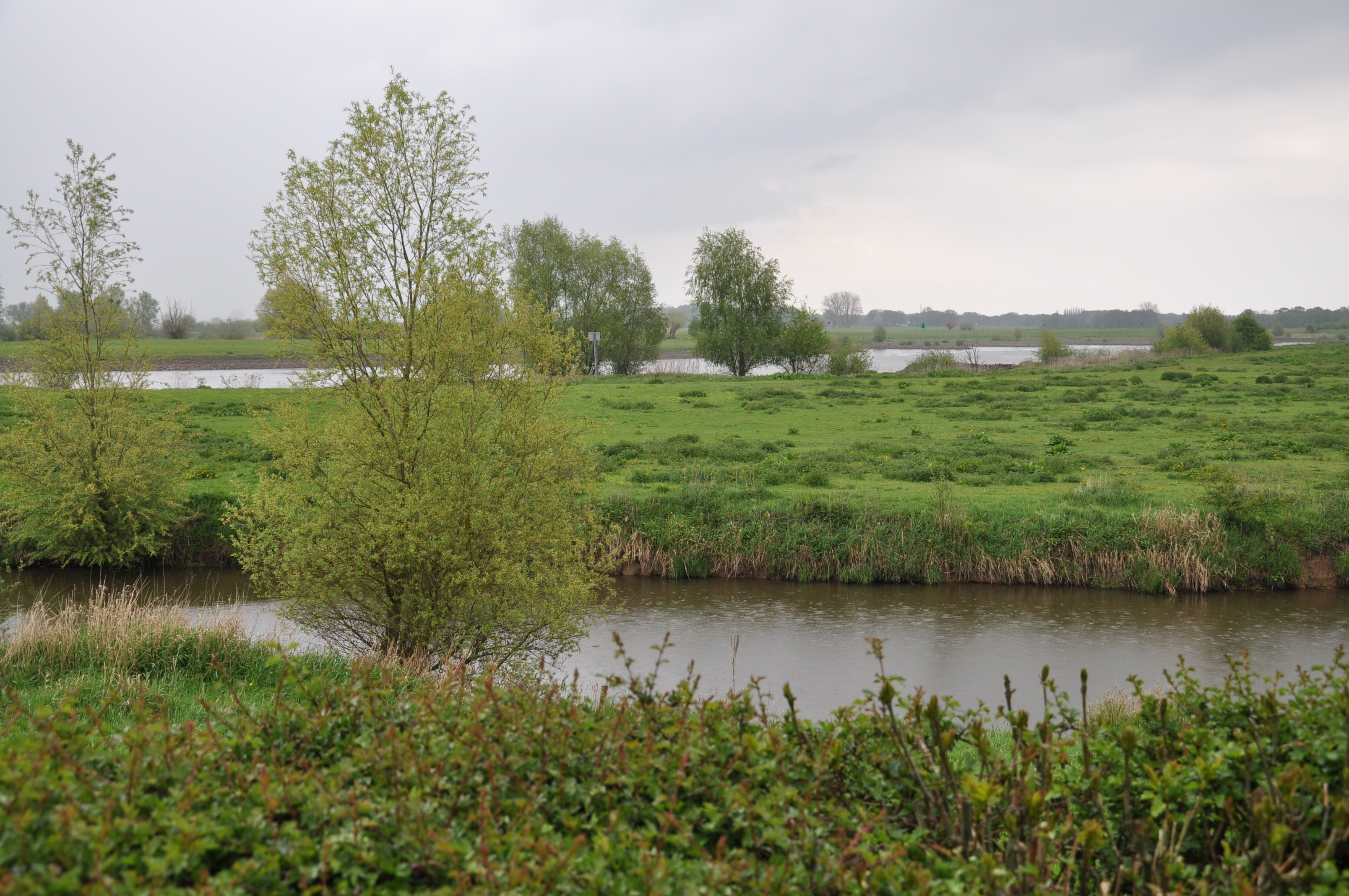
Neerslag valt in de IJssel

Jaarlijks verdampt er op aarde ongeveer 480.000 km³ water, dat is een laag van ongeveer 94 cm over de gehele aarde. Er valt natuurlijk evenveel neerslag. Wel zijn er lokaal verschillen tussen neerslag en verdamping. Op het land valt er jaarlijks ongeveer 110.000 km³ neerslag, waarvan ongeveer 75.000 km³ verdampt en 35.000 km³ naar zee stroomt via rivieren. Daarvan komt bijna 20 % voor rekening van één enkele rivier, de Amazone. Op zee valt ongeveer 370.000 km³ neerslag per jaar, terwijl er ongeveer 405.000 km³ verdampt. 
De warmte die nodig is om al dat water te laten verdampen bedraagt ongeveer 20% van alle warmte die de aarde van de zon ontvangt. Als de waterdamp condenseert wordt deze latente warmte weer teruggegeven aan de atmosfeer. Door dit mechanisme vindt er een belangrijk warmtetransport plaats binnen de aardatmosfeer. De in de waterkringloop opgenomen waterdamp is het belangrijkste broeikasgas dat in de atmosfeer van de Aarde voorkomt.